# Primi ministri del Bahrein
Lista dei Primi ministri del Bahrein.

## Funzioni e nomina
In Bahrein, il primo ministro è il capo del governo del Paese.
Secondo la Costituzione del Bahrein, il Primo Ministro è nominato direttamente dal Re e non ha bisogno di essere un membro eletto del Consiglio dei Rappresentanti.
La carica è stata istituita nel 1971, data dell'indipendenza del Paese, e da allora il Primo ministro è stato Khalifa bin Salman Al Khalifa, zio del Re Hamad bin Isa Al Khalifa, fino alla sua morte nel 2020.

## Lista
| Primo ministro                         | Primo ministro                            | Mandato          | Mandato          | Sovrani                                |
| Primo ministro                         | Primo ministro                            | Inizio           | Fine             | Sovrani                                |
| -------------------------------------- | ----------------------------------------- | ---------------- | ---------------- | -------------------------------------- |
|                                        | Khalifa bin Salman Al Khalifa (1935-2020) | 16 dicembre 1971 | 11 novembre 2020 | Isa bin Salman Al Khalifa              |
| Hamad bin Isa Al Khalifa               | Khalifa bin Salman Al Khalifa (1935-2020) | 16 dicembre 1971 | 11 novembre 2020 |                                        |
| SM lo sceicco Hamad bin Isa Al Khalifa | Khalifa bin Salman Al Khalifa (1935-2020) | 16 dicembre 1971 | 11 novembre 2020 |                                        |
|                                        | Salman bin Hamad Al Khalifa (1969)        | 11 novembre 2020 | in carica        | SM lo sceicco Hamad bin Isa Al Khalifa |